# گاهی اوقات در اوت
گاهی اوقات در اوت (انگلیسی: Sometime in August) فیلمی در ژانر درام به کارگردانی سباستین شیپر است که در سال ۲۰۰۹ منتشر شد. از بازیگران آن می‌توان به ماری بویمر، آنا بروگمان، و آندره هنیکه اشاره کرد.